# Sony Xperia XZ
Il Sony Xperia XZ è uno smartphone di Sony di fascia alta presentato all'IFA 2016 insieme a X Compact e venduto da ottobre 2016. Si aggiunge alla gamma Xperia X che comprendeva già Xperia X e Xperia X Performance.
Xperia XZ è stato il vero successore dell'Xperia Z5 ed è stato seguito dalla versione aggiornata Xperia XZs.
Secondo Sony è il primo smartphone ad avere una fotocamera con stabilizzazione digitale a 5 assi per i video.

## Caratteristiche tecniche

### Design
Xperia XZ è costruito con un telaio in nylon, un vetro Corning Gorilla Glass di versione non specificata a proteggere lo schermo e una superficie posteriore in alluminio conosciuto come ALKALEIDO, un marchio registrato di Kobe Steel.
Nella parte frontale ci sono i due speaker stereo, la fotocamera anteriore, i sensori di luminosità e prossimità e i LED di notifica. Lateralmente è posizionato il tasto d'accensione con il lettore d'impronte digitali integrato. Il dispositivo ha un grado di protezione IP65/68 e può rimanere per mezz'ora ad un metro e mezzo di profondità in acqua. Le dimensioni del dispositivo sono di 146 x 72 x 8,1 millimetri e il peso è di 161 grammi. Xperia XZ è presente nelle colorazioni Blu foresta, Nero minerale e Platino.

### Hardware

#### Chipset e connettività
Xperia XZ ha un chipset Qualcomm Snapdragon 820, con CPU quad-core (2x2.15 GHz Kryo + 2x1.6 GHz Kryo) e GPU Adreno 530.
Il dispositivo è dotato di connettività quad-band 2G GSM, 3G HSPA, 4G LTE, Wi-Fi 802.11 a/b/g/n/ac dual-band (con WiFi Direct, DLNA ed hotspot), Bluetooth 4.2 (con A2DP, aptX e LE), GPS con A-GPS, GLONASS o BDS (in base alla regione di vendita), NFC, USB 2.0 con tipo C. La radio FM è assente.
Ci sono 3 GB di RAM e 32 di memoria interna nella versione F8331 e 4 GB di RAM e 64 di memoria interna nella versione F8332, ed entrambe hanno la possibilità di espansione della memoria interna fino a 256 GB tramite slot microSD (nella versione dual-SIM è uno slot ibrido con quello della seconda SIM).

#### Schermo
Xperia XZ ha uno schermo IPS LCD touchscreen capacitivo da 5,2 pollici, 16 milioni di colori, multi-touch fino a 10 tocchi contemporaneamente, tecnologia Triluminos e X-Reality Engine di Sony.

#### Fotocamere
Xperia XZ è dotato di fotocamera posteriore da 23 megapixel, apertura massima di f/2.0, video 4K@30 fps, con triplo sensore d'immagine (Exmor RS + autofocus laser + sensore di colori RGBC-IR), HDR e stabilizzazione a 5 assi per i video.
La fotocamera anteriore è una 13 megapixel, apertura massima di f/2.0, video 1080p e HDR.

#### Batteria
La batteria è una 2900 mAh non removibile, con Battery Care, Qnovo Adaptive Charging e modalità Stamina di risparmio energetico.

### Software
Il Sony Xperia XZ è venduto con Android 6.0.1 Marshmellow, aggiornabile a Nougat dal 1º dicembre 2016.